# Srđan Mrkušić
Srđan Mrkušić (26 de maio de 1915 - 30 de outubro de 2007) foi um futebolista iugoslavo. Ele competiu na Copa do Mundo FIFA de 1950, sediada no Brasil, na qual a seleção de seu país terminou na quinta colocação dentre os treze participantes.